# Georges Lemaire (artista)
Georges Henri Lemaire  fue un escultor y grabador de medallas francés , nacido el 19 de enero de 1853 en Bailly y fallecido el 21 de agosto de 1914 en París. Son muy destacados sus camafeos tallados en piedras duras. 

## Datos biográficos

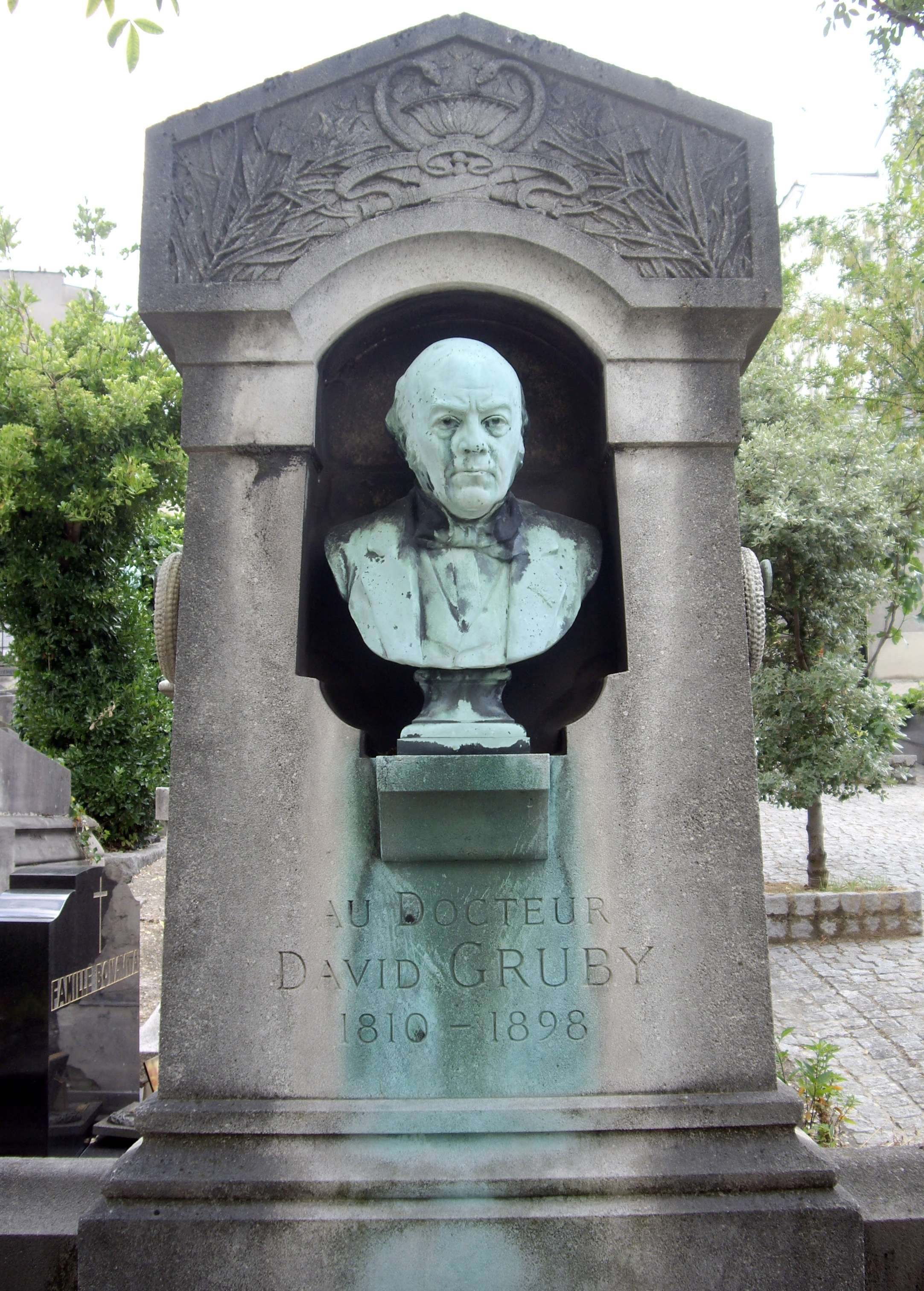
Tumba del físico David Gruby, en el cementerio Saint-Vincent de París, con un retrato en busto realizado por Lemaire

Georges Henri Lemaire  nació el 19 de enero de 1853 en Bailly, hijo de Pierre Maximilien Lemaire y de Genevieve Henriette Flamion.
Entró en la Sociedad de los artistas franceses en 1887, año en que comenzó a exponer en los salones de París.
A lo largo de los años en que participó en las muestras de la Sociedad de Artistas obtuvo diferentes premios, en 1882 una mención honorable, en 1885 una medalla de bronce o de tercera clase, al año siguiente, 1886, una medalla de plata o de segunda clase. En la Exposición Universal de París-1889 obtuvo una medalla de plata. En el Salón de 1894 obtuvo una medalla de primera clase y el gran Premio en la Exposición Universal de París (1900). Ya en 1908 obtuvo la Medalla de Honor del Salón.
Como docente trabajó en la Escuela de Artes Decorativas de París, donde fue profesor de Charles Despiau.

### Honores
Fue nombrado caballero de la Legión de Honor el año 1896.

## Obras
Entre las mejores y más conocidas obras de Georges Lemaire se incluyen las siguientes:
- Es también el autor del retrato en busto del doctor David Gruby,[2] instalado en la tumba del físico húngaro en el cementerio Saint-Vincent del XVIII Distrito de París.
- En Vanves el autor del Monumento a los muertos en la guerra de 1870-1871, instalado en el cementerio, 40 rue Sadi Carnot el año 1888. 48°49′20″N 2°17′29″E / 48.82222, 2.29139
- las Medallas conmemorativas de la guerra 1870-1871 (del francés: Médaille commémorative de la guerre 1870-1871) y de los Dardanelos. Puedes ver imágenes adjuntas de ambas medallas .

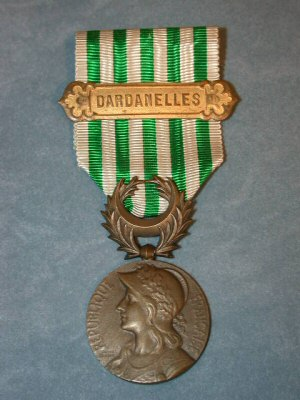
Medalla conmemorativa de los Dardanelos
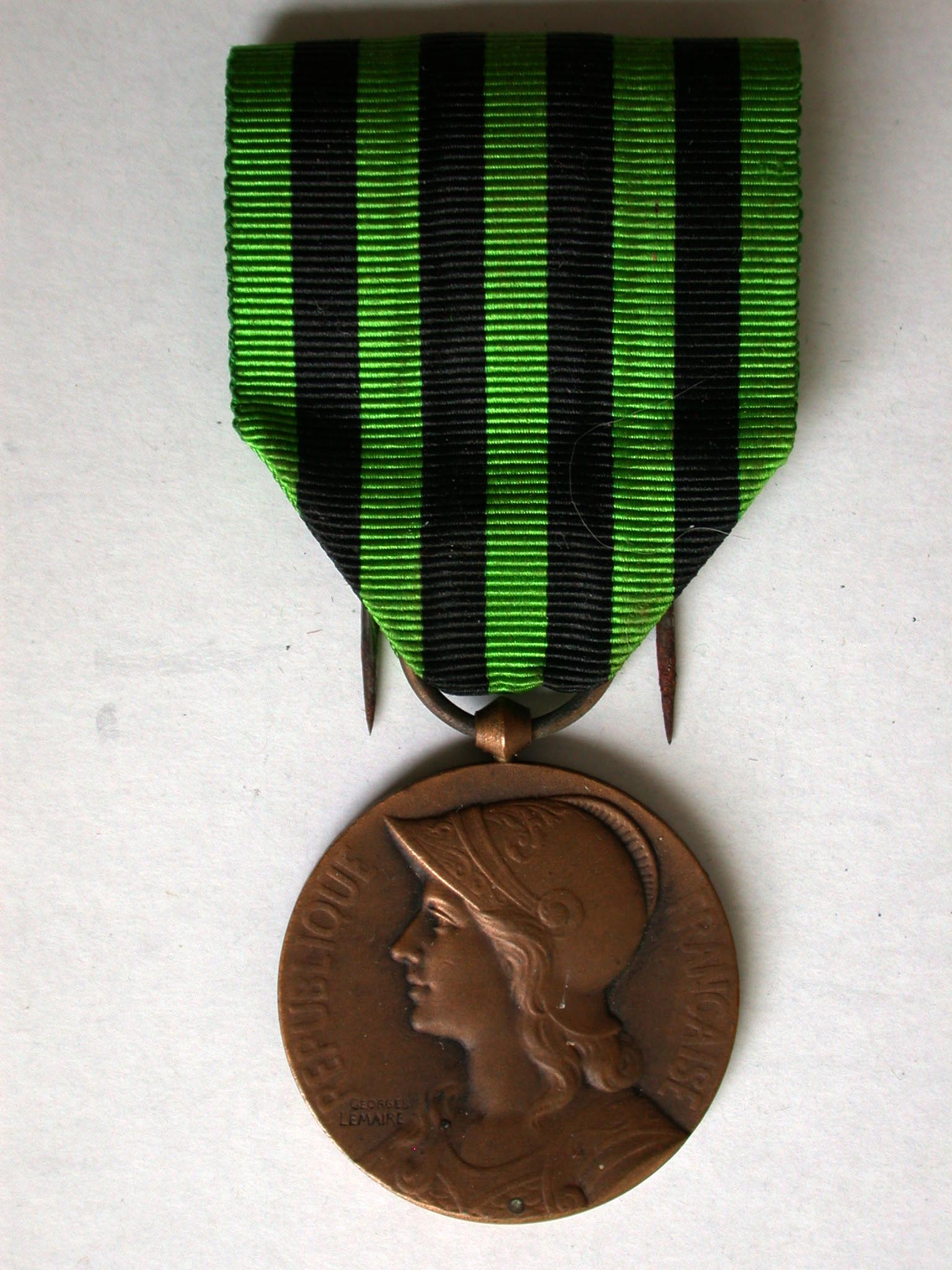
Medalla conmemorativa de la guerra 1870-1871 (del francés: Médaille commémorative de la guerre 1870-1871)

(pulsar sobre la imagen para agrandar) 
Falleció en su domicilio del nº 22 de la calle de Tourlaque, en francés: rue Tourlaque, el 21 de agosto de 1914.